# Souvenir de Säter
Souvenir de Säter is een vroege (poging tot)  compositie van Hugo Alfvén. Alfvén verbleef voor zijn studie viool in Säter en studeerde wel zes uur per dag (aldus zijn dagboek). Hij verbleef er met Ernest Ellberg, medestudent en reeds altviolist van de Hovkapellet. Alfvén probeerde in zijn poging een stuk te schrijven voor viool en piano maar was nog niet bij machte (hij was 16 jaar oud) een fatsoenlijke pianopartij op papier te zetten. Zijn vriend/studiemaatje wel. Alfvén was wel dermate pretentieus dat hij het zag als zijn Opus 1, dat achteraf chronologisch zijn twaalfde compositie bleek te zijn (Rudénnummering). Alfvén was in eerste instantie zeer vervuld van zijn Souvenir de Säter, maar zag later de zwakheid er van in. Het zou niet zijn opus 1 blijven, dat werd toebedeeld aan zijn Sonate voor viool en piano.     
Souvenir de Säter werd in 2006 door het Alfvéngezelschap uitgegeven, als curiosa.